# Alphons Mulders
 Alphonsus Joannes Maria Mulders (Oudenbosch, 31 januari 1893 - Nijmegen, 9 april 1981) was een Nederlands theoloog, hoogleraar en priester.

## Leven en werk
In 1905 studeerde hij op het klein-seminarie te Ginneken en in 1911 op het groot-seminarie te Hoeven. 
Op 2 juli 1917 werd hij tot priester gewijd van het Bisdom Breda. Hij was professor aan het groot-seminarie te Bovendonk van 1921 tot 1936. In 1930 werd hij dankzij financiële steun van de Priestermissiebond benoemd tot lector in de missiologie aan de Katholieke Universiteit Nijmegen. In 1936 werd deze post, uitgebreid met een leeropdracht in de oosterse theologie, verheven tot een gewoon hoogleraarschap. Hij was hoogleraar tot 1963. Hij gaf colleges in Missietheologie, Missierecht en Missiemethodiek en ook in Oosterse theologie en fundamentele theologie.
Mulders was directeur van het Missiologisch Instituut en hoofdredacteur van  Het Missiewerk  (1941-1971). Het tijdschrift verscheen van 1919 tot 1971. Hij vormde Het Missiewerk om tot een wetenschappelijk tijdschrift. Vanaf 1972 is het samengegaan met de Heerweg en voortgezet als Wereld en Zending.

## Vernoeming
In Oudenbosch is er een straat naar hem vernoemd: Professor Mulderslaan.

## Bron
- Autobiografie:  Levensherinneringen  / Alphons Mulders, Nijmegen, 1968 (Bibliografie in "Bibliografieën Katholiek Documentatie Centrum", Erasmuslaan 36, Postbus 6500, HA Nijmegen).

- Bibsys: 1048329
- Gemeinsame Normdatei: 129247324
- International Standard Name Identifier: 0000 0000 6632 4615
- Library of Congress Control Number: no2007004807
- Nationale bibliotheek van Australië: 35336282
- Nederlandse Thesaurus van Auteursnamen: 069578842
- Système universitaire de documentation: 120684101
- Virtual International Authority File: 20756968
- WorldCat: E39PBJyWYxHKfGkJTkWQ8dW7HC